# (34641) 2000 WL2
2000 WL2 (asteroide 34641) é um asteroide da cintura principal. Possui uma excentricidade de 0.09358100 e uma inclinação de 11.54594º.
Este asteroide foi descoberto no dia 17 de novembro de 2000 por LINEAR em Socorro.